# EHF European League der Frauen 2021/22
An der EHF European League 2021/22 nahmen 39 Handball-Vereinsmannschaften teil, die sich in der vorangegangenen Saison in ihren Heimatländern für den Wettbewerb qualifiziert hatten. Die SG BBM Bietigheim gewann die zweite Austragung des Wettbewerbs.

## Runde 1
Die erste Runde wurde nicht ausgetragen.

## Runde 2
An der zweiten Runde nahmen 22 Mannschaften teil. Die Gewinner wurden in einem Hin- und Rückspiel ermittelt.

### Qualifizierte Teams
| - Hypo Niederösterreich - DHK Baník Most - HSG Blomberg-Lippe - TuS Metzingen - Thüringer HC - BM Bera Bera - CB Atlético Guardés - Paris 92 - Molde HK - Tertnes IL - Sola HK | - ŽRK Bjelovar - MKS Zagłębie Lubin - MKS Lublin - MTK Budapest - CS Măgura Cisnădie - GK Kuban Krasnodar - ŽORK Jagodina - SPD Radnički Kragujevac - H 65 Höör - LC Brühl Handball - Yalıkavak Spor Kulübü |

### Ausgeloste Spiele und Ergebnisse
| Mannschaft 1                              | Mannschaft 2                     | Hinspiel             | Rückspiel            | Gesamt      |
| ----------------------------------------- | -------------------------------- | -------------------- | -------------------- | ----------- |
| LC Brühl Handball Gutkowska 12            | MKS Zagłębie Lubin Górna 18      | 22.10.2021 17:00 Uhr | 23.10.2021 14:00 Uhr | 43 : 68     |
| LC Brühl Handball Gutkowska 12            | MKS Zagłębie Lubin Górna 18      | 19 : 35 (11 : 22)    | 24 : 33 (13 : 15)    | 43 : 68     |
| LC Brühl Handball Gutkowska 12            | MKS Zagłębie Lubin Górna 18      | 1000 Zuschauer       | - Zuschauer          | 43 : 68     |
| ŽRK Bjelovar Gavrić 13                    | MKS Lublin Roszak 15             | 16.10.2021 16:00 Uhr | 17.10.2021 16:00 Uhr | 45 : 78     |
| ŽRK Bjelovar Gavrić 13                    | MKS Lublin Roszak 15             | 22 : 32 (12 : 16)    | 23 : 46 (14 : 20)    | 45 : 78     |
| ŽRK Bjelovar Gavrić 13                    | MKS Lublin Roszak 15             | 700 Zuschauer        | 580 Zuschauer        | 45 : 78     |
| TuS Metzingen Degenhardt 12               | HSG Blomberg-Lippe Michalczik 13 | 16.10.2021 19:30 Uhr | 23.10.2021 18:00 Uhr | 51 : 56     |
| TuS Metzingen Degenhardt 12               | HSG Blomberg-Lippe Michalczik 13 | 27 : 28 (12 : 15)    | 24 : 28 (09 : 12)    | 51 : 56     |
| TuS Metzingen Degenhardt 12               | HSG Blomberg-Lippe Michalczik 13 | 340 Zuschauer        | 402 Zuschauer        | 51 : 56     |
| BM Bera Bera Fernandes 14                 | Paris 92 Offendal 9              | 17.10.2021 12:00 Uhr | 24.10.2021 16:00 Uhr | 53 : 48     |
| BM Bera Bera Fernandes 14                 | Paris 92 Offendal 9              | 27 : 27 (13 : 14)    | 26 : 21 (10 : 14)    | 53 : 48     |
| BM Bera Bera Fernandes 14                 | Paris 92 Offendal 9              | 1500 Zuschauer       | 1147 Zuschauer       | 53 : 48     |
| SPD Radnički Kragujevac Veličković 13     | H 65 Höör Lundbäck 13            | 16.10.2021 19:00 Uhr | 24.10.2021 16:00 Uhr | 46 : 58     |
| SPD Radnički Kragujevac Veličković 13     | H 65 Höör Lundbäck 13            | 23 : 22 (12 : 11)    | 23 : 36 (08 : 17)    | 46 : 58     |
| SPD Radnički Kragujevac Veličković 13     | H 65 Höör Lundbäck 13            | 793 Zuschauer        | 347 Zuschauer        | 46 : 58     |
| DHK Baník Most Korešová 13                | CS Măgura Cisnădie Neagu 16      | 16.10.2021 18:00 Uhr | 23.10.2021 17:00 Uhr | 52 : 52 (a) |
| DHK Baník Most Korešová 13                | CS Măgura Cisnădie Neagu 16      | 26 : 27 (10 : 12)    | 26 : 25 (14 : 16)    | 52 : 52 (a) |
| DHK Baník Most Korešová 13                | CS Măgura Cisnădie Neagu 16      | - Zuschauer          | - Zuschauer          | 52 : 52 (a) |
| Tertnes IL Kjølholdt, Skindlo je 11       | ŽORK Jagodina Janjić 9           | 17.10.2021 18:00 Uhr | 23.10.2021 19:00 Uhr | 53 : 42     |
| Tertnes IL Kjølholdt, Skindlo je 11       | ŽORK Jagodina Janjić 9           | 29 : 26 (16 : 19)    | 24 : 16 (12 : 06)    | 53 : 42     |
| Tertnes IL Kjølholdt, Skindlo je 11       | ŽORK Jagodina Janjić 9           | 238 Zuschauer        | 1200 Zuschauer       | 53 : 42     |
| Thüringer HC Tsakalou, Niederwieser je 12 | Molde HK Obaidli 20              | 17.10.2021 14:00 Uhr | 23.10.2021 15:00 Uhr | 60 : 61     |
| Thüringer HC Tsakalou, Niederwieser je 12 | Molde HK Obaidli 20              | 32 : 35 (16 : 19)    | 28 : 26 (13 : 10)    | 60 : 61     |
| Thüringer HC Tsakalou, Niederwieser je 12 | Molde HK Obaidli 20              | 600 Zuschauer        | 615 Zuschauer        | 60 : 61     |
| Hypo Niederösterreich Schindler 18        | CB Atlético Guardés Arcos 14     | 16.10.2021 17:00 Uhr | 24.10.2021 19:00 Uhr | 48 : 53     |
| Hypo Niederösterreich Schindler 18        | CB Atlético Guardés Arcos 14     | 21 : 28 (10 : 11)    | 27 : 25 (15 : 15)    | 48 : 53     |
| Hypo Niederösterreich Schindler 18        | CB Atlético Guardés Arcos 14     | 500 Zuschauer        | 350 Zuschauer        | 48 : 53     |
| Yalıkavak Spor Kulübü Şahin 16            | MTK Budapest Pál 18              | 17.10.2021 16:00 Uhr | 24.10.2021 18:00 Uhr | 54 : 72     |
| Yalıkavak Spor Kulübü Şahin 16            | MTK Budapest Pál 18              | 24 : 33 (13 : 19)    | 30 : 39 (14 : 18)    | 54 : 72     |
| Yalıkavak Spor Kulübü Şahin 16            | MTK Budapest Pál 18              | 500 Zuschauer        | 220 Zuschauer        | 54 : 72     |
| Sola HK Rushfeldt Deila 17                | GK Kuban Krasnodar Sawinowa 12   | 17.10.2021 18:00 Uhr | 24.10.2021 15:00 Uhr | 68 : 57     |
| Sola HK Rushfeldt Deila 17                | GK Kuban Krasnodar Sawinowa 12   | 37 : 33 (12 : 13)    | 31 : 24 (22 : 14)    | 68 : 57     |
| Sola HK Rushfeldt Deila 17                | GK Kuban Krasnodar Sawinowa 12   | 680 Zuschauer        | 300 Zuschauer        | 68 : 57     |

## Runde 3
An der dritten Runde nehmen 24 Mannschaften teil. Die Gewinner werden in einem Hin- und Rückspiel ermittelt.

### Qualifizierte Teams
| - Herning-Ikast Håndbold - SG BBM Bietigheim - HSG Blomberg-Lippe - BM Bera Bera - CB Atlético Guardés - Chambray Touraine Handball - Entente Sportive Bisontine Féminin - Les Neptunes de Nantes - Molde HK - Tertnes IL - Sola HK - Storhamar Håndball | - RK Lokomotiva Zagreb - MTK Budapest - Debreceni Vasutas SC - Váci NKSE - MKS Zagłębie Lubin - MKS Lublin - SCM Gloria Buzău - CS Măgura Cisnădie - SCM Râmnicu Vâlcea - GK Astrachanotschka - Swesda Swenigorod - H 65 Höör |

### Ausgeloste Spiele und Ergebnisse
| Mannschaft 1                                 | Mannschaft 2                             | Hinspiel             | Rückspiel            | Gesamt  |
| -------------------------------------------- | ---------------------------------------- | -------------------- | -------------------- | ------- |
| Storhamar Håndball Obaidli, Hovden je 15     | SCM Gloria Buzău Rotaru 11               | 14.11.2021 18:00 Uhr | 21.11.2021 10:00 Uhr | 57 : 53 |
| Storhamar Håndball Obaidli, Hovden je 15     | SCM Gloria Buzău Rotaru 11               | 31 : 27 (16 : 15)    | 26 : 26 (11 : 14)    | 57 : 53 |
| Storhamar Håndball Obaidli, Hovden je 15     | SCM Gloria Buzău Rotaru 11               | 829 Zuschauer        | 0 Zuschauer          | 57 : 53 |
| Chambray Touraine Handball Stoiljković 13    | Molde HK Lygren 11                       | 14.11.2021 17:00 Uhr | 20.11.2021 16:00 Uhr | 65 : 52 |
| Chambray Touraine Handball Stoiljković 13    | Molde HK Lygren 11                       | 30 : 27 (15 : 17)    | 35 : 25 (15 : 12)    | 65 : 52 |
| Chambray Touraine Handball Stoiljković 13    | Molde HK Lygren 11                       | 570 Zuschauer        | 650 Zuschauer        | 65 : 52 |
| Entente Sportive Bisontine Féminin Dembélé 9 | CB Atlético Guardés Pessoa Constantino 9 | 13.11.2021 20:00 Uhr | 21.11.2021 19:00 Uhr | 64 : 47 |
| Entente Sportive Bisontine Féminin Dembélé 9 | CB Atlético Guardés Pessoa Constantino 9 | 34 : 23 (18 : 12)    | 30 : 24 (15 : 16)    | 64 : 47 |
| Entente Sportive Bisontine Féminin Dembélé 9 | CB Atlético Guardés Pessoa Constantino 9 | 1500 Zuschauer       | 300 Zuschauer        | 64 : 47 |
| Les Neptunes de Nantes Hagman, Kpodar je 10  | H 65 Höör Lundbäck 10                    | 14.11.2021 16:00 Uhr | 21.11.2021 16:00 Uhr | 74 : 49 |
| Les Neptunes de Nantes Hagman, Kpodar je 10  | H 65 Höör Lundbäck 10                    | 39 : 24 (21 : 11)    | 35 : 25 (16 : 13)    | 74 : 49 |
| Les Neptunes de Nantes Hagman, Kpodar je 10  | H 65 Höör Lundbäck 10                    | 1050 Zuschauer       | 251 Zuschauer        | 74 : 49 |
| RK Lokomotiva Zagreb Posavec 13              | MKS Lublin Roszak 17                     | 13.11.2021 18:00 Uhr | 20.11.2021 16:00 Uhr | 54 : 48 |
| RK Lokomotiva Zagreb Posavec 13              | MKS Lublin Roszak 17                     | 25 : 21 (10 : 14)    | 29 : 27 (14 : 14)    | 54 : 48 |
| RK Lokomotiva Zagreb Posavec 13              | MKS Lublin Roszak 17                     | 200 Zuschauer        | 970 Zuschauer        | 54 : 48 |
| Sola HK Herrem 13                            | GK Astrachanotschka Ismailowa 11         | 14.11.2021 18:00 Uhr | 21.11.2021 11:00 Uhr | 56 : 52 |
| Sola HK Herrem 13                            | GK Astrachanotschka Ismailowa 11         | 36 : 25 (18 : 11)    | 20 : 27 (11 : 12)    | 56 : 52 |
| Sola HK Herrem 13                            | GK Astrachanotschka Ismailowa 11         | 545 Zuschauer        | 3000 Zuschauer       | 56 : 52 |
| Váci NKSE Kuczora 13                         | HSG Blomberg-Lippe Quist 12              | 13.11.2021 14:00 Uhr | 20.11.2021 18:00 Uhr | 56 : 51 |
| Váci NKSE Kuczora 13                         | HSG Blomberg-Lippe Quist 12              | 32 : 27 (14 : 14)    | 24 : 24 (10 : 10)    | 56 : 51 |
| Váci NKSE Kuczora 13                         | HSG Blomberg-Lippe Quist 12              | - Zuschauer          | 536 Zuschauer        | 56 : 51 |
| SCM Râmnicu Vâlcea Hlibko 11                 | BM Bera Bera Echeverría Martínez 13      | 13.11.2021 14:00 Uhr | 20.11.2021 16:00 Uhr | 63 : 55 |
| SCM Râmnicu Vâlcea Hlibko 11                 | BM Bera Bera Echeverría Martínez 13      | 34 : 28 (13 : 16)    | 29 : 27 (10 : 14)    | 63 : 55 |
| SCM Râmnicu Vâlcea Hlibko 11                 | BM Bera Bera Echeverría Martínez 13      | 0 Zuschauer          | - Zuschauer          | 63 : 55 |
| MTK Budapest Pál 18                          | Herning-Ikast Håndbold Skogrand 11       | 14.11.2021 16:00 Uhr | 20.11.2021 14:00 Uhr | 56 : 68 |
| MTK Budapest Pál 18                          | Herning-Ikast Håndbold Skogrand 11       | 27 : 34 (11 : 16)    | 29 : 34 (13 : 13)    | 56 : 68 |
| MTK Budapest Pál 18                          | Herning-Ikast Håndbold Skogrand 11       | 150 Zuschauer        | 1010 Zuschauer       | 56 : 68 |
| Swesda Swenigorod Jegorowa 15                | MKS Zagłębie Lubin Jakubowska 17         | 13.11.2021 17:00 Uhr | 21.11.2021 17:30 Uhr | 55 : 68 |
| Swesda Swenigorod Jegorowa 15                | MKS Zagłębie Lubin Jakubowska 17         | 26 : 35 (13 : 13)    | 29 : 33 (11 : 18)    | 55 : 68 |
| Swesda Swenigorod Jegorowa 15                | MKS Zagłębie Lubin Jakubowska 17         | 100 Zuschauer        | 1700 Zuschauer       | 55 : 68 |
| SG BBM Bietigheim Smits 9                    | Tertnes IL Hilby 11                      | 14.11.2021 16:00 Uhr | 21.11.2021 18:00 Uhr | 60 : 38 |
| SG BBM Bietigheim Smits 9                    | Tertnes IL Hilby 11                      | 39 : 18 (22 : 07)    | 21 : 20 (12 : 11)    | 60 : 38 |
| SG BBM Bietigheim Smits 9                    | Tertnes IL Hilby 11                      | 515 Zuschauer        | 210 Zuschauer        | 60 : 38 |
| Debreceni Vasutas SC Planéta 9               | CS Măgura Cisnădie Bardac 13             | 13.11.2021 20:00 Uhr | 21.11.2021 17:00 Uhr | 43 : 47 |
| Debreceni Vasutas SC Planéta 9               | CS Măgura Cisnădie Bardac 13             | 22 : 22 (12 : 11)    | 21 : 25 (09 : 15)    | 43 : 47 |
| Debreceni Vasutas SC Planéta 9               | CS Măgura Cisnădie Bardac 13             | 1200 Zuschauer       | 20 Zuschauer         | 43 : 47 |

## Gruppenphase
Es nehmen 16 Mannschaften teil. Zur Auslosung wurden die Mannschaften, die zuvor in der dritten Runde erfolgreich waren, in vier Töpfe eingeteilt. Bei der Auslosung konnte keine Mannschaft eines Landes auf eine andere des gleichen Landes in der Gruppe treffen. Die Auslosung fand am 25. November 2021 statt.

### Qualifizierte Teams
| Topf 1 - Viborg HK - Mosonmagyaróvári KC SE - CS Minaur Baia Mare - GK Lada Toljatti | Topf 2 - Les Neptunes de Nantes - Váci NKSE - Sola HK - CS Măgura Cisnădie | Topf 3 - Herning-Ikast Håndbold - Entente Sportive Bisontine Féminin - MKS Zagłębie Lubin - SCM Râmnicu Vâlcea | Topf 4 - RK Lokomotiva Zagreb - Chambray Touraine Handball - SG BBM Bietigheim - Storhamar Håndball |

### Gruppe A
| Pl. | Verein                             | Sp. | S | U | N | Tore      | Diff. | Punkte |
| --- | ---------------------------------- | --- | - | - | - | --------- | ----- | ------ |
| 1.  | Sola HK                            | 6   | 6 | 0 | 0 | 0196:1490 | +47   | 012:00 |
| 2.  | Entente Sportive Bisontine Féminin | 6   | 3 | 0 | 3 | 0182:1880 | −6    | 06:60  |
| 3.  | Mosonmagyaróvári KC SE             | 6   | 3 | 0 | 3 | 0159:1650 | −6    | 06:60  |
| 4.  | RK Lokomotiva Zagreb               | 6   | 0 | 0 | 6 | 0139:1740 | −35   | 00:120 |

|  | Qualifikationsplatz für das Viertelfinale |

| 9. Januar 2022 14:00 Uhr | Mosonmagyaróvári KC SE | 38:30   | Entente Sportive Bisontine Féminin | Audi Arena, Győr Zuschauer: 1000 Schiedsrichter: Bytyqi, Kasapi |
| 9. Januar 2022 14:00 Uhr | meiste Tore: Pásztor 7 | (20:13) | meiste Tore: Robert, Dembélé je 5  | Audi Arena, Győr Zuschauer: 1000 Schiedsrichter: Bytyqi, Kasapi |
| 9. Januar 2022 14:00 Uhr | Spielbericht           |         |                                    | Audi Arena, Győr Zuschauer: 1000 Schiedsrichter: Bytyqi, Kasapi |

| 15. Januar 2022 18:00 Uhr | Entente Sportive Bisontine Féminin | 32:39   | Sola HK               | Palais des sports Ghani-Yalouz, Besançon Zuschauer: 1400 Schiedsrichter: Panayides, Andreou |
| 15. Januar 2022 18:00 Uhr | meiste Tore: Granier 11            | (16:22) | meiste Tore: Herrem 9 | Palais des sports Ghani-Yalouz, Besançon Zuschauer: 1400 Schiedsrichter: Panayides, Andreou |
| 15. Januar 2022 18:00 Uhr | Spielbericht                       |         |                       | Palais des sports Ghani-Yalouz, Besançon Zuschauer: 1400 Schiedsrichter: Panayides, Andreou |

| 15. Januar 2022 18:00 Uhr | RK Lokomotiva Zagreb             | 19:22   | Mosonmagyaróvári KC SE  | Dom sportova, Zagreb Zuschauer: 300 Schiedsrichter: Bozhinovski, Nachevski |
| 15. Januar 2022 18:00 Uhr | meiste Tore: 4 Spielerinnen je 4 | (11:12) | meiste Tore: E. Tóth 10 | Dom sportova, Zagreb Zuschauer: 300 Schiedsrichter: Bozhinovski, Nachevski |
| 15. Januar 2022 18:00 Uhr | Spielbericht                     |         |                         | Dom sportova, Zagreb Zuschauer: 300 Schiedsrichter: Bozhinovski, Nachevski |

| 22. Januar 2022 20:00 Uhr | Entente Sportive Bisontine Féminin | 28:27   | RK Lokomotiva Zagreb     | Palais des sports Ghani-Yalouz, Besançon Zuschauer: 1500 Schiedsrichter: Bočáková, Jánošíková |
| 22. Januar 2022 20:00 Uhr | meiste Tore: Frécon, Rosiak je 7   | (16:11) | meiste Tore: Sedloska 11 | Palais des sports Ghani-Yalouz, Besançon Zuschauer: 1500 Schiedsrichter: Bočáková, Jánošíková |
| 22. Januar 2022 20:00 Uhr | Spielbericht                       |         |                          | Palais des sports Ghani-Yalouz, Besançon Zuschauer: 1500 Schiedsrichter: Bočáková, Jánošíková |

| 29. Januar 2022 14:00 Uhr | Sola HK              | 25:18   | RK Lokomotiva Zagreb   | Stavanger Idrettshall, Stavanger Zuschauer: 380 Schiedsrichter: Nygaard, Pedersen |
| 29. Januar 2022 14:00 Uhr | meiste Tore: Novak 7 | (13:11) | meiste Tore: Prkačin 4 | Stavanger Idrettshall, Stavanger Zuschauer: 380 Schiedsrichter: Nygaard, Pedersen |
| 29. Januar 2022 14:00 Uhr | Spielbericht         |         |                        | Stavanger Idrettshall, Stavanger Zuschauer: 380 Schiedsrichter: Nygaard, Pedersen |

| 4. Februar 2022 20:00 Uhr | Mosonmagyaróvári KC SE            | 25:31   | Sola HK                | Åsenhallen, Sola Zuschauer: 379 Schiedsrichter: Lesiak, Lidacka |
| 4. Februar 2022 20:00 Uhr | meiste Tore: E. Tóth, Kovacs je 5 | (10:17) | meiste Tore: Herrem 12 | Åsenhallen, Sola Zuschauer: 379 Schiedsrichter: Lesiak, Lidacka |
| 4. Februar 2022 20:00 Uhr | Spielbericht                      |         |                        | Åsenhallen, Sola Zuschauer: 379 Schiedsrichter: Lesiak, Lidacka |

| 5. Februar 2022 18:00 Uhr | RK Lokomotiva Zagreb  | 26:31   | Entente Sportive Bisontine Féminin | Dom sportova, Zagreb Zuschauer: 350 Schiedsrichter: Hofer, Schmidhuber |
| 5. Februar 2022 18:00 Uhr | meiste Tore: Petika 8 | (14:16) | meiste Tore: Zazai 7               | Dom sportova, Zagreb Zuschauer: 350 Schiedsrichter: Hofer, Schmidhuber |
| 5. Februar 2022 18:00 Uhr | Spielbericht          |         |                                    | Dom sportova, Zagreb Zuschauer: 350 Schiedsrichter: Hofer, Schmidhuber |

| 6. Februar 2022 14:00 Uhr | Sola HK                  | 27:22   | Mosonmagyaróvári KC SE           | Stavanger Idrettshall, Stavanger Zuschauer: 789 Schiedsrichter: Lesiak, Lidacka |
| 6. Februar 2022 14:00 Uhr | meiste Tore: Magnussen 7 | (16:12) | meiste Tore: 4 Spielerinnen je 4 | Stavanger Idrettshall, Stavanger Zuschauer: 789 Schiedsrichter: Lesiak, Lidacka |
| 6. Februar 2022 14:00 Uhr | Spielbericht             |         |                                  | Stavanger Idrettshall, Stavanger Zuschauer: 789 Schiedsrichter: Lesiak, Lidacka |

| 12. Februar 2022 20:00 Uhr | Entente Sportive Bisontine Féminin | 34:24  | Mosonmagyaróvári KC SE | Palais des sports Ghani-Yalouz, Besançon Zuschauer: 1800 Schiedsrichter: Capoccia, Jucker |
| 12. Februar 2022 20:00 Uhr | meiste Tore: Rosiak 8              | (19:9) | meiste Tore: E. Tóth 6 | Palais des sports Ghani-Yalouz, Besançon Zuschauer: 1800 Schiedsrichter: Capoccia, Jucker |
| 12. Februar 2022 20:00 Uhr | Spielbericht                       |        |                        | Palais des sports Ghani-Yalouz, Besançon Zuschauer: 1800 Schiedsrichter: Capoccia, Jucker |

| 13. Februar 2022 14:00 Uhr | RK Lokomotiva Zagreb  | 25:40   | Sola HK                  | Dom sportova, Zagreb Zuschauer: 290 Schiedsrichter: Ivanović, Vujisić |
| 13. Februar 2022 14:00 Uhr | meiste Tore: Petika 6 | (11:23) | meiste Tore: Magnussen 8 | Dom sportova, Zagreb Zuschauer: 290 Schiedsrichter: Ivanović, Vujisić |
| 13. Februar 2022 14:00 Uhr | Spielbericht          |         |                          | Dom sportova, Zagreb Zuschauer: 290 Schiedsrichter: Ivanović, Vujisić |

| 20. Februar 2022 14:00 Uhr | Mosonmagyaróvári KC SE | 28:24  | RK Lokomotiva Zagreb | Audi Arena, Győr Zuschauer: 800 Schiedsrichter: Cipov, Klus |
| 20. Februar 2022 14:00 Uhr | meiste Tore: E. Tóth 7 | (15:7) | meiste Tore: Malec 6 | Audi Arena, Győr Zuschauer: 800 Schiedsrichter: Cipov, Klus |
| 20. Februar 2022 14:00 Uhr | Spielbericht           |        |                      | Audi Arena, Győr Zuschauer: 800 Schiedsrichter: Cipov, Klus |

| 20. Februar 2022 16:00 Uhr | Sola HK                | 34:27   | Entente Sportive Bisontine Féminin | Stavanger Idrettshall, Stavanger Zuschauer: 1613 Schiedsrichter: Kijauskaitė, Žalienė |
| 20. Februar 2022 16:00 Uhr | meiste Tore: Herrem 13 | (17:11) | meiste Tore: Zazai 8               | Stavanger Idrettshall, Stavanger Zuschauer: 1613 Schiedsrichter: Kijauskaitė, Žalienė |
| 20. Februar 2022 16:00 Uhr | Spielbericht           |         |                                    | Stavanger Idrettshall, Stavanger Zuschauer: 1613 Schiedsrichter: Kijauskaitė, Žalienė |

### Gruppe B
| Pl. | Verein                 | Sp. | S | U | N | Tore      | Diff. | Punkte |
| --- | ---------------------- | --- | - | - | - | --------- | ----- | ------ |
| 1.  | SG BBM Bietigheim      | 6   | 6 | 0 | 0 | 0188:1340 | +54   | 012:00 |
| 2.  | CS Minaur Baia Mare    | 6   | 2 | 1 | 3 | 0154:1820 | −28   | 05:70  |
| 3.  | Les Neptunes de Nantes | 6   | 2 | 0 | 4 | 0168:1700 | −2    | 04:80  |
| 4.  | MKS Zagłębie Lubin     | 6   | 1 | 1 | 4 | 0149:1730 | −24   | 03:90  |

|  | Qualifikationsplatz für das Viertelfinale |

| 9. Januar 2022 16:00 Uhr | Les Neptunes de Nantes                      | 25:27   | SG BBM Bietigheim        | H Arena, Nantes Zuschauer: 1600 Schiedsrichter: Kijauskaitė, Žalienė |
| 9. Januar 2022 16:00 Uhr | meiste Tore: Strömberg, Finstad Bergum je 5 | (16:17) | meiste Tore: Lauenroth 5 | H Arena, Nantes Zuschauer: 1600 Schiedsrichter: Kijauskaitė, Žalienė |
| 9. Januar 2022 16:00 Uhr | Spielbericht                                |         |                          | H Arena, Nantes Zuschauer: 1600 Schiedsrichter: Kijauskaitė, Žalienė |

| 9. Januar 2022 16:00 Uhr | CS Minaur Baia Mare           | 34:32   | MKS Zagłębie Lubin      | Sala Sporturilor Lascăr Pană, Baia Mare Zuschauer: 650 Schiedsrichter: Sando Kovačević, Jakovljević |
| 9. Januar 2022 16:00 Uhr | meiste Tore: Laslo, Popa je 7 | (18:14) | meiste Tore: Galińska 7 | Sala Sporturilor Lascăr Pană, Baia Mare Zuschauer: 650 Schiedsrichter: Sando Kovačević, Jakovljević |
| 9. Januar 2022 16:00 Uhr | Spielbericht                  |         |                         | Sala Sporturilor Lascăr Pană, Baia Mare Zuschauer: 650 Schiedsrichter: Sando Kovačević, Jakovljević |

| 15. Januar 2022 16:00 Uhr | SG BBM Bietigheim      | 39:20   | CS Minaur Baia Mare  | MHPArena, Ludwigsburg Zuschauer: 348 Schiedsrichter: Hofer, Schmidhuber |
| 15. Januar 2022 16:00 Uhr | meiste Tore: Maidhof 9 | (19:11) | meiste Tore: Lavko 7 | MHPArena, Ludwigsburg Zuschauer: 348 Schiedsrichter: Hofer, Schmidhuber |
| 15. Januar 2022 16:00 Uhr | Spielbericht           |         |                      | MHPArena, Ludwigsburg Zuschauer: 348 Schiedsrichter: Hofer, Schmidhuber |

| 16. Januar 2022 16:00 Uhr | MKS Zagłębie Lubin            | 26:27   | Les Neptunes de Nantes                 | Hala widowiskowo-sportowa RCS, Lubin Zuschauer: 550 Schiedsrichter: Xhema, Jahja |
| 16. Januar 2022 16:00 Uhr | meiste Tore: Kochaniak-Sala 6 | (12:13) | meiste Tore: Strömberg, Kragballe je 5 | Hala widowiskowo-sportowa RCS, Lubin Zuschauer: 550 Schiedsrichter: Xhema, Jahja |
| 16. Januar 2022 16:00 Uhr | Spielbericht                  |         |                                        | Hala widowiskowo-sportowa RCS, Lubin Zuschauer: 550 Schiedsrichter: Xhema, Jahja |

| 22. Januar 2022 18:00 Uhr | SG BBM Bietigheim    | 29:19  | MKS Zagłębie Lubin      | MHPArena, Ludwigsburg Zuschauer: 371 Schiedsrichter: Kulović, Škaljić |
| 22. Januar 2022 18:00 Uhr | meiste Tore: Smits 7 | (16:9) | meiste Tore: Galińska 6 | MHPArena, Ludwigsburg Zuschauer: 371 Schiedsrichter: Kulović, Škaljić |
| 22. Januar 2022 18:00 Uhr | Spielbericht         |        |                         | MHPArena, Ludwigsburg Zuschauer: 371 Schiedsrichter: Kulović, Škaljić |

| 23. Januar 2022 14:00 Uhr | Les Neptunes de Nantes | 34:29   | CS Minaur Baia Mare   | Complexe Sportif Mangin-Beaulieu, Nantes Zuschauer: 900 Schiedsrichter: Weijmans, Wolbertus |
| 23. Januar 2022 14:00 Uhr | meiste Tore: Hagman 11 | (14:14) | meiste Tore: Lavko 11 | Complexe Sportif Mangin-Beaulieu, Nantes Zuschauer: 900 Schiedsrichter: Weijmans, Wolbertus |
| 23. Januar 2022 14:00 Uhr | Spielbericht           |         |                       | Complexe Sportif Mangin-Beaulieu, Nantes Zuschauer: 900 Schiedsrichter: Weijmans, Wolbertus |

| 6. Februar 2022 12:00 Uhr | CS Minaur Baia Mare  | 28:26   | Les Neptunes de Nantes | Sala Sporturilor Lascăr Pană, Baia Mare Zuschauer: 600 Schiedsrichter: Cipov, Klus |
| 6. Februar 2022 12:00 Uhr | meiste Tore: Laslo 8 | (14:13) | meiste Tore: Ondono 5  | Sala Sporturilor Lascăr Pană, Baia Mare Zuschauer: 600 Schiedsrichter: Cipov, Klus |
| 6. Februar 2022 12:00 Uhr | Spielbericht         |         |                        | Sala Sporturilor Lascăr Pană, Baia Mare Zuschauer: 600 Schiedsrichter: Cipov, Klus |

| 6. Februar 2022 16:00 Uhr | MKS Zagłębie Lubin   | 21:33  | SG BBM Bietigheim               | Hala widowiskowo-sportowa RCS, Lubin Zuschauer: 1700 Schiedsrichter: Serdiuc, Sîrbu |
| 6. Februar 2022 16:00 Uhr | meiste Tore: Górna 5 | (8:19) | meiste Tore: Snelder, Malá je 7 | Hala widowiskowo-sportowa RCS, Lubin Zuschauer: 1700 Schiedsrichter: Serdiuc, Sîrbu |
| 6. Februar 2022 16:00 Uhr | Spielbericht         |        |                                 | Hala widowiskowo-sportowa RCS, Lubin Zuschauer: 1700 Schiedsrichter: Serdiuc, Sîrbu |

| 12. Februar 2022 16:00 Uhr | SG BBM Bietigheim     | 32:29   | Les Neptunes de Nantes | MHPArena, Ludwigsburg Zuschauer: 527 Schiedsrichter: Metalari, Nikolovski |
| 12. Februar 2022 16:00 Uhr | meiste Tore: Dulfer 8 | (14:14) | meiste Tore: Ahanda 10 | MHPArena, Ludwigsburg Zuschauer: 527 Schiedsrichter: Metalari, Nikolovski |
| 12. Februar 2022 16:00 Uhr | Spielbericht          |         |                        | MHPArena, Ludwigsburg Zuschauer: 527 Schiedsrichter: Metalari, Nikolovski |

| 13. Februar 2022 16:00 Uhr | MKS Zagłębie Lubin   | 23:23   | CS Minaur Baia Mare            | Hala widowiskowo-sportowa RCS, Lubin Zuschauer: 1600 Schiedsrichter: J. Butkewitsch, W. Butkewitsch |
| 13. Februar 2022 16:00 Uhr | meiste Tore: Górna 8 | (12:12) | meiste Tore: Lavko, Laslo je 6 | Hala widowiskowo-sportowa RCS, Lubin Zuschauer: 1600 Schiedsrichter: J. Butkewitsch, W. Butkewitsch |
| 13. Februar 2022 16:00 Uhr | Spielbericht         |         |                                | Hala widowiskowo-sportowa RCS, Lubin Zuschauer: 1600 Schiedsrichter: J. Butkewitsch, W. Butkewitsch |

| 19. Februar 2022 16:00 Uhr | CS Minaur Baia Mare          | 20:28  | SG BBM Bietigheim        | Sala Sporturilor Lascăr Pană, Baia Mare Zuschauer: 600 Schiedsrichter: Nowykow, Roschkow |
| 19. Februar 2022 16:00 Uhr | meiste Tore: Burlatschenko 6 | (7:13) | meiste Tore: Lauenroth 5 | Sala Sporturilor Lascăr Pană, Baia Mare Zuschauer: 600 Schiedsrichter: Nowykow, Roschkow |
| 19. Februar 2022 16:00 Uhr | Spielbericht                 |        |                          | Sala Sporturilor Lascăr Pană, Baia Mare Zuschauer: 600 Schiedsrichter: Nowykow, Roschkow |

| 20. Februar 2022 14:00 Uhr | Les Neptunes de Nantes | 27:28   | MKS Zagłębie Lubin      | Complexe Sportif Mangin-Beaulieu, Nantes Zuschauer: 1300 Schiedsrichter: Schols , Martens |
| 20. Februar 2022 14:00 Uhr | meiste Tore: Hagman 10 | (12:14) | meiste Tore: Galińska 8 | Complexe Sportif Mangin-Beaulieu, Nantes Zuschauer: 1300 Schiedsrichter: Schols , Martens |
| 20. Februar 2022 14:00 Uhr | Spielbericht           |         |                         | Complexe Sportif Mangin-Beaulieu, Nantes Zuschauer: 1300 Schiedsrichter: Schols , Martens |

### Gruppe C
| Pl. | Verein                 | Sp. | S | U | N | Tore      | Diff. | Punkte |
| --- | ---------------------- | --- | - | - | - | --------- | ----- | ------ |
| 1.  | Herning-Ikast Håndbold | 6   | 6 | 0 | 0 | 0193:1610 | +32   | 012:00 |
| 2.  | Storhamar Håndball     | 6   | 3 | 0 | 3 | 0178:1720 | +6    | 06:60  |
| 3.  | CS Măgura Cisnădie     | 6   | 2 | 0 | 4 | 0137:1620 | −25   | 04:80  |
| 4.  | GK Lada Toljatti       | 6   | 1 | 0 | 5 | 0139:1520 | −13   | 02:100 |

|  | Qualifikationsplatz für das Viertelfinale |

| 8. Januar 2022 16:00 Uhr | CS Măgura Cisnădie   | 33:28   | Storhamar Håndball      | Sala Polivalentă Măgura, Cisnădie Zuschauer: 250 Schiedsrichter: Jovandić, Sekulić |
| 8. Januar 2022 16:00 Uhr | meiste Tore: Neagu 9 | (16:13) | meiste Tore: Jakobsen 7 | Sala Polivalentă Măgura, Cisnădie Zuschauer: 250 Schiedsrichter: Jovandić, Sekulić |
| 8. Januar 2022 16:00 Uhr | Spielbericht         |         |                         | Sala Polivalentă Măgura, Cisnădie Zuschauer: 250 Schiedsrichter: Jovandić, Sekulić |

| 9. Januar 2022 14:00 Uhr | GK Lada Toljatti            | 24:27   | Herning-Ikast Håndbold | USK Olimp, Toljatti Zuschauer: 1000 Schiedsrichter: Ivanović, Vujisić |
| 9. Januar 2022 14:00 Uhr | meiste Tore: Kirdjaschewa 5 | (14:14) | meiste Tore: Friis 6   | USK Olimp, Toljatti Zuschauer: 1000 Schiedsrichter: Ivanović, Vujisić |
| 9. Januar 2022 14:00 Uhr | Spielbericht                |         |                        | USK Olimp, Toljatti Zuschauer: 1000 Schiedsrichter: Ivanović, Vujisić |

| 15. Januar 2022 16:00 Uhr | Storhamar Håndball                    | 34:29   | GK Lada Toljatti            | Boligpartner Arena, Hamar Schiedsrichter: Kubis, Fahner |
| 15. Januar 2022 16:00 Uhr | meiste Tore: Riegelhuth, Obaidli je 6 | (18:13) | meiste Tore: Kirdjaschewa 8 | Boligpartner Arena, Hamar Schiedsrichter: Kubis, Fahner |
| 15. Januar 2022 16:00 Uhr | Spielbericht                          |         |                             | Boligpartner Arena, Hamar Schiedsrichter: Kubis, Fahner |

| 15. Januar 2022 18:00 Uhr | Herning-Ikast Håndbold | 31:28   | CS Măgura Cisnădie                 | IBF Arena, Ikast Zuschauer: 0 Schiedsrichter: Chrzan, Janas |
| 15. Januar 2022 18:00 Uhr | meiste Tore: Friis 8   | (17:12) | meiste Tore: Neagu, Dmitrović je 5 | IBF Arena, Ikast Zuschauer: 0 Schiedsrichter: Chrzan, Janas |
| 15. Januar 2022 18:00 Uhr | Spielbericht           |         |                                    | IBF Arena, Ikast Zuschauer: 0 Schiedsrichter: Chrzan, Janas |

| 29. Januar 2022 14:00 Uhr | CS Măgura Cisnădie                | 27:24   | GK Lada Toljatti                       | Sala Polivalentă Măgura, Cisnădie Zuschauer: 350 Schiedsrichter: Charitsos, Naskos |
| 29. Januar 2022 14:00 Uhr | meiste Tore: Blažević, Tătar je 6 | (14:10) | meiste Tore: Fomina, Kirdjaschewa je 5 | Sala Polivalentă Măgura, Cisnădie Zuschauer: 350 Schiedsrichter: Charitsos, Naskos |
| 29. Januar 2022 14:00 Uhr | Spielbericht                      |         |                                        | Sala Polivalentă Măgura, Cisnădie Zuschauer: 350 Schiedsrichter: Charitsos, Naskos |

| 31. Januar 2022 19:00 Uhr | Storhamar Håndball      | 27:35   | Herning-Ikast Håndbold | Boligpartner Arena, Hamar Zuschauer: 446 Schiedsrichter: Carmaux, Mursch |
| 31. Januar 2022 19:00 Uhr | meiste Tore: Jakobsen 5 | (14:16) | meiste Tore: Iversen 6 | Boligpartner Arena, Hamar Zuschauer: 446 Schiedsrichter: Carmaux, Mursch |
| 31. Januar 2022 19:00 Uhr | Spielbericht            |         |                        | Boligpartner Arena, Hamar Zuschauer: 446 Schiedsrichter: Carmaux, Mursch |

| 5. Februar 2022 16:00 Uhr | Herning-Ikast Håndbold            | 32:24   | Storhamar Håndball      | IBF Arena, Ikast Zuschauer: 849 Schiedsrichter: Lindenbaum, Laron |
| 5. Februar 2022 16:00 Uhr | meiste Tore: Friis, Bakkerud je 5 | (20:13) | meiste Tore: Jakobsen 7 | IBF Arena, Ikast Zuschauer: 849 Schiedsrichter: Lindenbaum, Laron |
| 5. Februar 2022 16:00 Uhr | Spielbericht                      |         |                         | IBF Arena, Ikast Zuschauer: 849 Schiedsrichter: Lindenbaum, Laron |

| 12. Februar 2022 16:00 Uhr | Herning-Ikast Håndbold | 34:27   | GK Lada Toljatti                       | IBF Arena, Ikast Zuschauer: 527 Schiedsrichter: Kinnari, Skogberg |
| 12. Februar 2022 16:00 Uhr | meiste Tore: Friis 8   | (16:17) | meiste Tore: Fomina, Kirdjaschewa je 7 | IBF Arena, Ikast Zuschauer: 527 Schiedsrichter: Kinnari, Skogberg |
| 12. Februar 2022 16:00 Uhr | Spielbericht           |         |                                        | IBF Arena, Ikast Zuschauer: 527 Schiedsrichter: Kinnari, Skogberg |

| 12. Februar 2022 18:00 Uhr | Storhamar Håndball     | 35:18  | CS Măgura Cisnădie        | Boligpartner Arena, Hamar Zuschauer: 758 Schiedsrichter: Ivanauskas, Jencevicius |
| 12. Februar 2022 18:00 Uhr | meiste Tore: Hovden 13 | (16:8) | meiste Tore: Abed Kader 4 | Boligpartner Arena, Hamar Zuschauer: 758 Schiedsrichter: Ivanauskas, Jencevicius |
| 12. Februar 2022 18:00 Uhr | Spielbericht           |        |                           | Boligpartner Arena, Hamar Zuschauer: 758 Schiedsrichter: Ivanauskas, Jencevicius |

| 19. Februar 2022 18:00 Uhr | CS Măgura Cisnădie    | 31:34   | Herning-Ikast Håndbold    | Sala Polivalentă Măgura, Cisnădie Zuschauer: 400 Schiedsrichter: Praštalo, Balvan |
| 19. Februar 2022 18:00 Uhr | meiste Tore: Neagu 11 | (18:19) | meiste Tore: Scaglione 13 | Sala Polivalentă Măgura, Cisnădie Zuschauer: 400 Schiedsrichter: Praštalo, Balvan |
| 19. Februar 2022 18:00 Uhr | Spielbericht          |         |                           | Sala Polivalentă Măgura, Cisnădie Zuschauer: 400 Schiedsrichter: Praštalo, Balvan |

| 20. Februar 2022 14:00 Uhr | GK Lada Toljatti      | 25:30   | Storhamar Håndball    | USK Olimp, Toljatti Zuschauer: 200 Schiedsrichter: Em. Aghakishi, Er. Aghakishi |
| 20. Februar 2022 14:00 Uhr | meiste Tore: Fomina 6 | (10:11) | meiste Tore: Hovden 7 | USK Olimp, Toljatti Zuschauer: 200 Schiedsrichter: Em. Aghakishi, Er. Aghakishi |
| 20. Februar 2022 14:00 Uhr | Spielbericht          |         |                       | USK Olimp, Toljatti Zuschauer: 200 Schiedsrichter: Em. Aghakishi, Er. Aghakishi |

|  | GK Lada Toljatti | 10:0 * | CS Măgura Cisnădie |  |
|  |                  |        |                    |  |
|  | Spielbericht     |        |                    |  |

### Gruppe D
| Pl. | Verein                     | Sp. | S | U | N | Tore      | Diff. | Punkte |
| --- | -------------------------- | --- | - | - | - | --------- | ----- | ------ |
| 1.  | Viborg HK                  | 6   | 4 | 2 | 0 | 0185:1490 | +36   | 010:20 |
| 2.  | SCM Râmnicu Vâlcea         | 6   | 4 | 1 | 1 | 0178:1720 | +6    | 09:30  |
| 3.  | Chambray Touraine Handball | 6   | 1 | 1 | 4 | 0163:1760 | −13   | 03:90  |
| 4.  | Váci NKSE                  | 6   | 1 | 0 | 5 | 0167:1960 | −29   | 02:100 |

|  | Qualifikationsplatz für das Viertelfinale |

| 15. Januar 2022 20:00 Uhr | Chambray Touraine Handball  | 24:27   | Viborg HK                          | La Fontaine Blanche, Chambray-lès-Tours Zuschauer: 600 Schiedsrichter: Di Domenico, Fornasier |
| 15. Januar 2022 20:00 Uhr | meiste Tore: Stoiljković 10 | (11:17) | meiste Tore: Haugsted, Nolsøe je 6 | La Fontaine Blanche, Chambray-lès-Tours Zuschauer: 600 Schiedsrichter: Di Domenico, Fornasier |
| 15. Januar 2022 20:00 Uhr | Spielbericht                |         |                                    | La Fontaine Blanche, Chambray-lès-Tours Zuschauer: 600 Schiedsrichter: Di Domenico, Fornasier |

| 16. Januar 2022 14:00 Uhr | SCM Râmnicu Vâlcea       | 39:29   | Váci NKSE                        | Sala Sporturilor Traian, Râmnicu Vâlcea Zuschauer: 671 Schiedsrichter: Ilieva, Karbeska |
| 16. Januar 2022 14:00 Uhr | meiste Tore: Elghaoui 11 | (21:11) | meiste Tore: Bárdy, Kuczora je 7 | Sala Sporturilor Traian, Râmnicu Vâlcea Zuschauer: 671 Schiedsrichter: Ilieva, Karbeska |
| 16. Januar 2022 14:00 Uhr | Spielbericht             |         |                                  | Sala Sporturilor Traian, Râmnicu Vâlcea Zuschauer: 671 Schiedsrichter: Ilieva, Karbeska |

| 22. Januar 2022 18:00 Uhr | Váci NKSE              | 25:26   | Viborg HK                             | Vác Város Sportcsarnoka, Vác Zuschauer: 500 Schiedsrichter: Kaluđerović, Vujačić |
| 22. Januar 2022 18:00 Uhr | meiste Tore: Kuczora 7 | (12:12) | meiste Tore: Jørgensen, Frandsen je 5 | Vác Város Sportcsarnoka, Vác Zuschauer: 500 Schiedsrichter: Kaluđerović, Vujačić |
| 22. Januar 2022 18:00 Uhr | Spielbericht           |         |                                       | Vác Város Sportcsarnoka, Vác Zuschauer: 500 Schiedsrichter: Kaluđerović, Vujačić |

| 22. Januar 2022 18:00 Uhr | Chambray Touraine Handball | 25:26   | SCM Râmnicu Vâlcea                  | La Fontaine Blanche, Chambray-lès-Tours Zuschauer: 600 Schiedsrichter: C. Hannes, D. Hannes |
| 22. Januar 2022 18:00 Uhr | meiste Tore: Stoiljković 5 | (14:12) | meiste Tore: Elghaoui, Nikolić je 7 | La Fontaine Blanche, Chambray-lès-Tours Zuschauer: 600 Schiedsrichter: C. Hannes, D. Hannes |
| 22. Januar 2022 18:00 Uhr | Spielbericht               |         |                                     | La Fontaine Blanche, Chambray-lès-Tours Zuschauer: 600 Schiedsrichter: C. Hannes, D. Hannes |

| 29. Januar 2022 18:00 Uhr | Chambray Touraine Handball | 29:27   | Váci NKSE             | La Fontaine Blanche, Chambray-lès-Tours Zuschauer: 418 Schiedsrichter: Kubis, Fahner |
| 29. Januar 2022 18:00 Uhr | meiste Tore: Lagerbon 7    | (18:11) | meiste Tore: Kácsor 7 | La Fontaine Blanche, Chambray-lès-Tours Zuschauer: 418 Schiedsrichter: Kubis, Fahner |
| 29. Januar 2022 18:00 Uhr | Spielbericht               |         |                       | La Fontaine Blanche, Chambray-lès-Tours Zuschauer: 418 Schiedsrichter: Kubis, Fahner |

| 5. Februar 2022 16:00 Uhr | SCM Râmnicu Vâlcea    | 32:27   | Chambray Touraine Handball | Sala Sporturilor Traian, Râmnicu Vâlcea Zuschauer: 702 Schiedsrichter: Şimşek, Ünlü Hatipoğlu |
| 5. Februar 2022 16:00 Uhr | meiste Tore: Hlibko 8 | (12:12) | meiste Tore: Lacrabère 7   | Sala Sporturilor Traian, Râmnicu Vâlcea Zuschauer: 702 Schiedsrichter: Şimşek, Ünlü Hatipoğlu |
| 5. Februar 2022 16:00 Uhr | Spielbericht          |         |                            | Sala Sporturilor Traian, Râmnicu Vâlcea Zuschauer: 702 Schiedsrichter: Şimşek, Ünlü Hatipoğlu |

| 5. Februar 2022 20:00 Uhr | Viborg HK                 | 42:21   | Váci NKSE             | Vibocold Arena, Viborg Zuschauer: 559 Schiedsrichter: Barysas, Petrušis |
| 5. Februar 2022 20:00 Uhr | meiste Tore: Jørgensen 12 | (19:10) | meiste Tore: Ballai 5 | Vibocold Arena, Viborg Zuschauer: 559 Schiedsrichter: Barysas, Petrušis |
| 5. Februar 2022 20:00 Uhr | Spielbericht              |         |                       | Vibocold Arena, Viborg Zuschauer: 559 Schiedsrichter: Barysas, Petrušis |

| 13. Februar 2022 14:00 Uhr | SCM Râmnicu Vâlcea      | 30:30   | Viborg HK                | Sala Sporturilor Traian, Râmnicu Vâlcea Zuschauer: 775 Schiedsrichter: Mikelić, Parađina |
| 13. Februar 2022 14:00 Uhr | meiste Tore: González 7 | (14:15) | meiste Tore: Jørgensen 9 | Sala Sporturilor Traian, Râmnicu Vâlcea Zuschauer: 775 Schiedsrichter: Mikelić, Parađina |
| 13. Februar 2022 14:00 Uhr | Spielbericht            |         |                          | Sala Sporturilor Traian, Râmnicu Vâlcea Zuschauer: 775 Schiedsrichter: Mikelić, Parađina |

| 13. Februar 2022 14:00 Uhr | Váci NKSE              | 35:29   | Chambray Touraine Handball                      | Vác Város Sportcsarnoka, Vác Zuschauer: 400 Schiedsrichter: Jánošíková, Bočáková |
| 13. Februar 2022 14:00 Uhr | meiste Tore: Kuczora 8 | (18:14) | meiste Tore: Valdivia Monserrat, Lacrabère je 7 | Vác Város Sportcsarnoka, Vác Zuschauer: 400 Schiedsrichter: Jánošíková, Bočáková |
| 13. Februar 2022 14:00 Uhr | Spielbericht           |         |                                                 | Vác Város Sportcsarnoka, Vác Zuschauer: 400 Schiedsrichter: Jánošíková, Bočáková |

| 16. Februar 2022 17:00 Uhr | Viborg HK                | 31:20  | SCM Râmnicu Vâlcea                          | Vibocold Arena, Viborg Zuschauer: 1422 Schiedsrichter: Braseth, Sundet |
| 16. Februar 2022 17:00 Uhr | meiste Tore: Jørgensen 8 | (15:8) | meiste Tore: Elghaoui, Klikovac, Dache je 3 | Vibocold Arena, Viborg Zuschauer: 1422 Schiedsrichter: Braseth, Sundet |
| 16. Februar 2022 17:00 Uhr | Spielbericht             |        |                                             | Vibocold Arena, Viborg Zuschauer: 1422 Schiedsrichter: Braseth, Sundet |

| 19. Februar 2022 16:00 Uhr | Viborg HK                | 29:29   | Chambray Touraine Handball             | Vibocold Arena, Viborg Zuschauer: 587 Schiedsrichter: Charitsos, Naskos |
| 19. Februar 2022 16:00 Uhr | meiste Tore: Jørgensen 8 | (14:14) | meiste Tore: Blonbou, Stoiljković je 6 | Vibocold Arena, Viborg Zuschauer: 587 Schiedsrichter: Charitsos, Naskos |
| 19. Februar 2022 16:00 Uhr | Spielbericht             |         |                                        | Vibocold Arena, Viborg Zuschauer: 587 Schiedsrichter: Charitsos, Naskos |

| 20. Februar 2022 16:00 Uhr | Váci NKSE              | 30:31   | SCM Râmnicu Vâlcea                 | Vác Város Sportcsarnoka, Vác Zuschauer: 600 Schiedsrichter: Antaschew, Mussatow |
| 20. Februar 2022 16:00 Uhr | meiste Tore: Kuczora 9 | (16:15) | meiste Tore: Klikovac, Hlibko je 7 | Vác Város Sportcsarnoka, Vác Zuschauer: 600 Schiedsrichter: Antaschew, Mussatow |
| 20. Februar 2022 16:00 Uhr | Spielbericht           |         |                                    | Vác Város Sportcsarnoka, Vác Zuschauer: 600 Schiedsrichter: Antaschew, Mussatow |

## Viertelfinale
Es nahmen acht Mannschaften am Viertelfinale teil. Die Gewinner wurden in einem Hin- und Rückspiel ermittelt.
Qualifizierte Teams:
| - Herning-Ikast Håndbold - Viborg HK - SG BBM Bietigheim - Entente Sportive Bisontine Féminin | - Sola HK - Storhamar Håndball - CS Minaur Baia Mare - SCM Râmnicu Vâlcea |

| Mannschaft 1                                | Mannschaft 2                    | Hinspiel             | Rückspiel            | Gesamt  |
| ------------------------------------------- | ------------------------------- | -------------------- | -------------------- | ------- |
| CS Minaur Baia Mare Lavko 14                | Sola HK Rushfeldt Deila 14      | 26.03.2022 16:00 Uhr | 03.04.2022 16:00 Uhr | 69 : 61 |
| CS Minaur Baia Mare Lavko 14                | Sola HK Rushfeldt Deila 14      | 40 : 32 (18 : 14)    | 29 : 29 (10 : 16)    | 69 : 61 |
| CS Minaur Baia Mare Lavko 14                | Sola HK Rushfeldt Deila 14      | 1900 Zuschauer       | 2500 Zuschauer       | 69 : 61 |
| Entente Sportive Bisontine Féminin Mairot 9 | SG BBM Bietigheim Maidhof 14    | 27.03.2022 14:00 Uhr | 02.04.2022 16:00 Uhr | 43 : 59 |
| Entente Sportive Bisontine Féminin Mairot 9 | SG BBM Bietigheim Maidhof 14    | 23 : 29 (13 : 17)    | 20 : 30 (10 : 12)    | 43 : 59 |
| Entente Sportive Bisontine Féminin Mairot 9 | SG BBM Bietigheim Maidhof 14    | 3000 Zuschauer       | 1481 Zuschauer       | 43 : 59 |
| SCM Râmnicu Vâlcea Elghaoui, Hlibko je 12   | Herning-Ikast Håndbold Friis 13 | 27.03.2022 14:00 Uhr | 02.04.2022 18:00 Uhr | 61 : 72 |
| SCM Râmnicu Vâlcea Elghaoui, Hlibko je 12   | Herning-Ikast Håndbold Friis 13 | 33 : 39 (17 : 20)    | 28 : 33 (12 : 16)    | 61 : 72 |
| SCM Râmnicu Vâlcea Elghaoui, Hlibko je 12   | Herning-Ikast Håndbold Friis 13 | 1500 Zuschauer       | 1056 Zuschauer       | 61 : 72 |
| Storhamar Håndball Hovden 14                | Viborg HK Nolsøe 16             | 26.03.2022 18:00 Uhr | 03.04.2022 14:00 Uhr | 68 : 71 |
| Storhamar Håndball Hovden 14                | Viborg HK Nolsøe 16             | 31 : 33 (19 : 18)    | 37 : 38 (21 : 19)    | 68 : 71 |
| Storhamar Håndball Hovden 14                | Viborg HK Nolsøe 16             | 1624 Zuschauer       | 1866 Zuschauer       | 68 : 71 |

## Final Four
Die EHF vergab die Austragung der Finalrunde (Final Four) im April 2022 nach Dänemark, die Spiele fanden in der Vibocold Arena in Viborg am 14. und 15. Mai 2022 statt.
Qualifiziert hatten sich die Teams Viborg HK, SG BBM Bietigheim, Herning-Ikast Håndbold und CS Minaur Baia Mare.

### Halbfinale
Die Halbfinalspiele fanden am 14. Mai 2022 statt. Der Gewinner jeder Partie zog in das Finale der EHF European League 2022 ein.
| Datum und Zeit          | Mannschaft 1           | Ergebnis      | Mannschaft 2        |
| ----------------------- | ---------------------- | ------------- | ------------------- |
| 14. Mai 2022, 15:30 Uhr | Herning-Ikast Håndbold | 33:34 (12:14) | SG BBM Bietigheim   |
| 14. Mai 2022, 18:00 Uhr | Viborg HK              | 28:24 (16:13) | CS Minaur Baia Mare |

#### 1. Halbfinale
14. Mai 2022 in Viborg, Vibocold Arena Viborg, 1469 Zuschauer
Herning-Ikast Håndbold: Ryde, Englert – Brandt (8), Bakkerud   (7), Nissen (5), Frey  (5), Friis (3), Lindqvist (2), Hougaard (1), Iversen     (1), Scaglione (1), Johansen , Axnér, Petersen, Ebler, Simonsen
SG BBM Bietigheim: van der Linden, Szikora, Moreschi – Kudłacz-Gloc (8), Dulfer  (6), Malá (5), Østergaard Jensen  (4), Naidzinavicius (3), I. Smits (2), X. Smits    (2), Snelder  (2), Schulze  (1), Maidhof (1), Lauenroth, Jørgensen, Behrend 
Schiedsrichter: Pınar Ünlü Hatipoğlu und Mehtap Şimşek,  Türkei

#### 2. Halbfinale
14. Mai 2022 in Viborg, Vibocold Arena Viborg, 1517 Zuschauer
Viborg HK: Friberg, Kristensen – Haugsted (7), Jørgensen (6), Dahl (5), Frandsen  (3), S. Andersen (2), Toft  (2), Enkerud (1), Nolsøe (1), Fangel (1), Høgdahl , L. H. Andersen, Hald, Krelskov
CS Minaur Baia Mare: Enache, Pandžić – Laslo (7), Fujita (5), Tănasie (4), Lavko (2), Burlatschenko  (2), Cioca (2), Țîrle  (1), Popa, Polocoșer  (1), Severin, Kerekes, de Souza, Petruș, Zych
Schiedsrichter: Ioanna Christidi und Ioanna Papamattheou,  Griechenland

### Spiel um Platz 3
Das Spiel um Platz 3 fand am 15. Mai 2022 statt. Der Gewinner der Partie ist Drittplatzierter der EHF European League 2022.
| Datum und Zeit          | Mannschaft 1        | Ergebnis                   | Mannschaft 2           |
| ----------------------- | ------------------- | -------------------------- | ---------------------- |
| 15. Mai 2022, 15:30 Uhr | CS Minaur Baia Mare | 28:29 (24:24, 12:14) n. S. | Herning-Ikast Håndbold |

15. Mai 2022 in Viborg, Vibocold Arena Viborg, 1688 Zuschauer
CS Minaur Baia Mare: Enache, Pandžić – Lavko (7), Popa  (6), Burlatschenko  (5), Fujita (3), Laslo  (3), Tănasie (2), Severin (2), Cioca, Țîrle, Polocoșer , Kerekes, de Souza, Petruș, Zych
Herning-Ikast Håndbold: Ryde, Englert – Bakkerud  (6), Friis (5), Frey (5), Scaglione (4), Lindqvist  (3), Hougaard (3), Johansen (2), Axnér (1), Brandt, Nissen, Iversen, Petersen, Ebler, Simonsen
Schiedsrichter: Maryna Duplyj und Elena Pobedryna,  Ukraine

### Finale
Das Finale fand am 15. Mai 2022 statt. Der Gewinner der Partie ist Sieger der EHF European League 2022.
| Datum und Zeit          | Mannschaft 1 | Ergebnis      | Mannschaft 2      |
| ----------------------- | ------------ | ------------- | ----------------- |
| 15. Mai 2022, 18:00 Uhr | Viborg HK    | 20:31 (10:17) | SG BBM Bietigheim |

15. Mai 2022 in Viborg, Vibocold Arena Viborg, 1697 Zuschauer
Viborg HK: Friberg, Kristensen – Jørgensen  (5), Nolsøe (4), Høgdahl (2), Toft  (2), Haugsted (2), Enkerud (2), Frandsen   (1), L. H. Andersen (1), Fangel  (1), Dahl , S. Andersen, Hald, Krelskov
SG BBM Bietigheim: van der Linden, Szikora , Moreschi – Maidhof (6), X. Smits   (5), Dulfer (4), Malá (3), Østergaard Jensen  (3), I. Smits (2), Snelder (2), Jørgensen (2), Schulze (1), Kudłacz-Gloc   (1), Naidzinavicius (1), Behrend (1), Lauenroth
Schiedsrichter: Vanja Antić und Jelena Jakovljević,  Serbien